# ГЕС Кашанг I-III
ГЕС Кашанг I—III — гідроелектростанція на півночі Індії у штаті Гімачал-Прадеш. Розрахована на використання ресурсі із річок Кашанг та Керанг, правих приток Сатледжу, яка в свою чергу є лівою притокою Інду.
У межах проекту на Кашанзі звели водозабірну споруду завдовжки 15 метрів, яка спрямовує ресурс до дериваційного тунелю довжиною 2 км з перетином 3,5х4,1 метра. Останній переходить у два підземні балансувальні резервуари — один довжиною 360 метрів, шириною 9 метрів та глибиною від 14 до 23 метрів, другий довжиною 1238 метрів, шириною 8 метрів та глибиною від 13 до 21 метра. Завершальну ділянку траси становить напірний водовід довжиною 1,4 км, котрий подає ресурс до машинного залу, облаштованого у підземному виконанні на березі Сатледжу. Окрім цього приміщення розмірами 87х16 метрів існує також окремий зал для трансформаторного обладнання розмірами 88х16 метрів.
В район водозабору на Кашанзі виходить тунель довжиною 6,3 км з перетином 3,5х4,5 метра, котрий транспортує додатковий ресурс від водозабірної греблі на Керанзі.
Основне обладнання станції становлять три турбіни типу Пелтон потужністю по 65 МВт, які використовують напір у 821 метр та забезпечують виробництво 791 млн кВт-год електроенергії на рік.